# Sindelsdorf
Sindelsdorf – miejscowość i gmina w Niemczech, w kraju związkowym Bawaria, w rejencji Górna Bawaria, w regionie Oberland, w powiecie Weilheim-Schongau, wchodzi w skład wspólnoty administracyjnej Habach. Leży około 20 km na południowy wschód od Weilheim in Oberbayern, przy autostradzie A95, drodze B472.

## Demografia
| Rok  | Liczba mieszk. |
| ---- | -------------- |
| 1970 | 681            |
| 1987 | 783            |
| 2000 | 1 011          |
| 2005 | 1 065          |

### Struktura wiekowa
Dane o ludności z 31 grudnia 2008:
| Opis                                | Ogółem | Ogółem | Kobiety | Kobiety | Mężczyźni | Mężczyźni |
| ----------------------------------- | ------ | ------ | ------- | ------- | --------- | --------- |
| Jednostka                           | osób   | %      | osób    | %       | osób      | %         |
| Populacja                           | 1088   | 100    | 553     | 50,83   | 535       | 49,17     |
| Wiek przedprodukcyjny (0–17 lat)    | 223    | 20,5   | 109     | 10,02   | 114       | 10,48     |
| Wiek produkcyjny (18–65 lat)        | 690    | 63,42  | 347     | 31,89   | 343       | 31,53     |
| Wiek poprodukcyjny (powyżej 65 lat) | 175    | 16,08  | 97      | 8,92    | 78        | 7,17      |

## Polityka
Wójtem gminy jest Josef Buchner, rada gminy składa się z 12 osób.
|      | CSU | SPD/FWGII | UWG | OL | Razem |
| 2008 | -   | -         | 12  | -  | 12    |
| 2002 | 2   | 3         | 6   | 1  | 12    |